# Amtshof Harpstedt

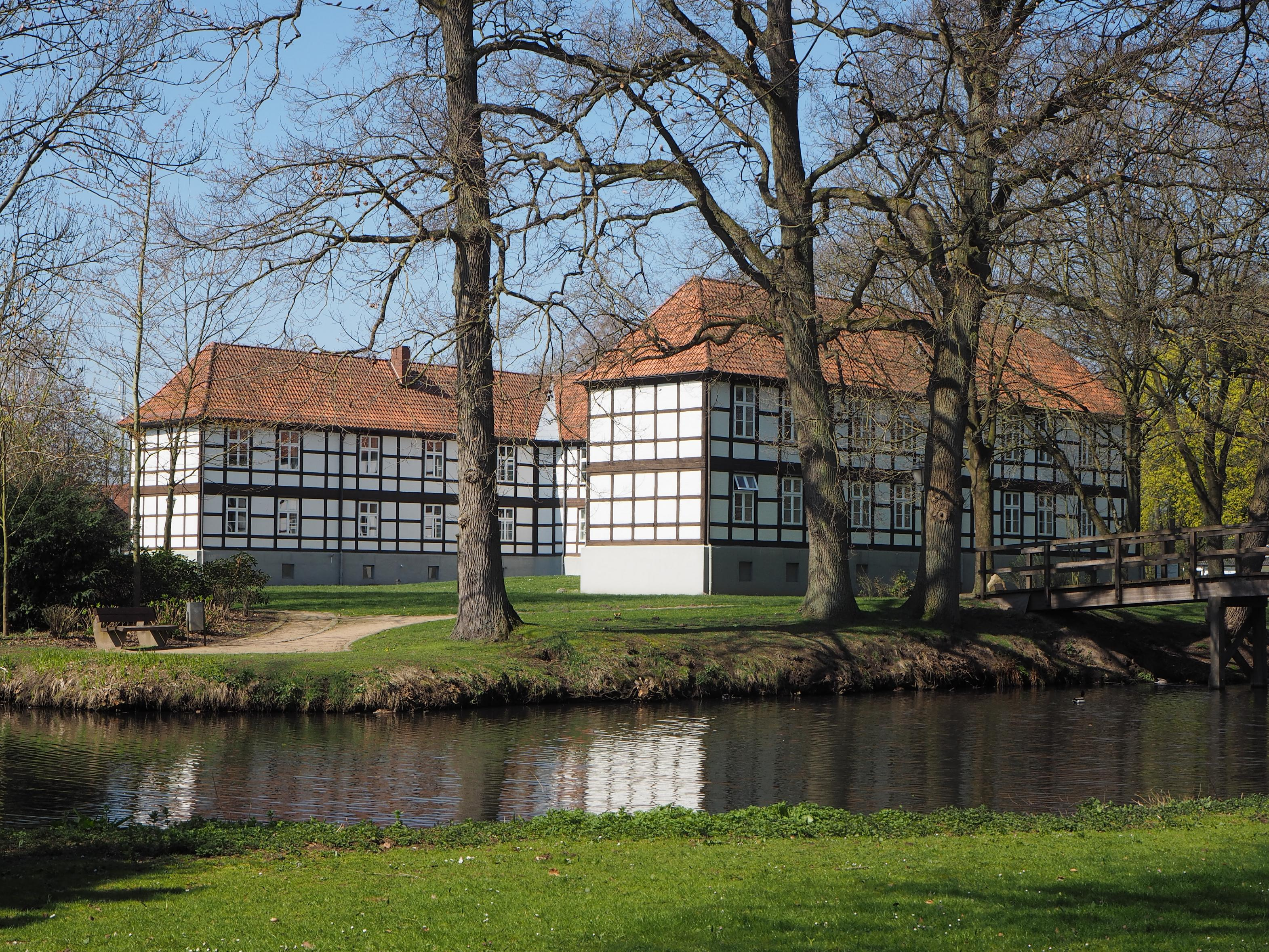
Der frühere Amtshof Harpstedt

Der Amtshof Harpstedt  in Harpstedt, Amtsfreiheit 1, wurde in den Jahren 1741 bis 1744 errichtet. Heute befindet sich in den Räumen das Rathaus der Samtgemeinde Harpstedt.
Das Gebäudeensemble steht unter Denkmalschutz (Siehe auch Liste der Baudenkmale in Harpstedt).

## Geschichte
Harpstedt wurde 1203 erstmals urkundlich erwähnt als Harpenstede. Es bestand wohl schon im 13. Jahrhundert eine burgähnliche Anlage der Grafen von Neubruchhausen, die Gräftenburg bzw. Schloss Harpstedt, deren Besitz 1384 an die Grafen von Hoya fiel.
Das ehemalige Calenbergische, später königlich-Hannoversche Amt Harpstedt wurde 1859 aufgelöst und mit dem Amt Freudenberg vereinigt. Das Amtshaus wurde zum Rathaus von Harpstedt.
Das Ensemble besteht aus:

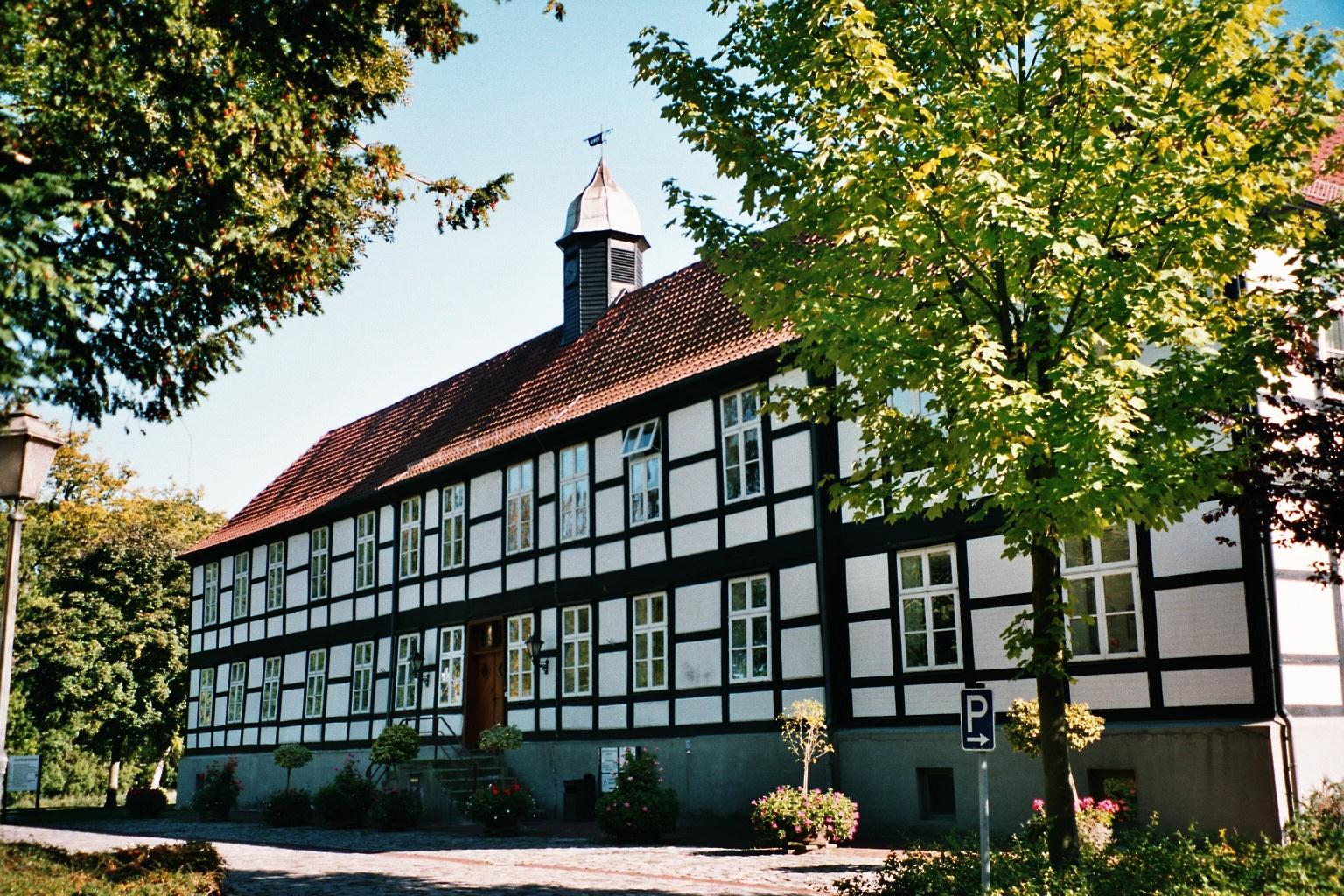
Mittelflügel des Amtshauses

- Amtshaus: Zweigeschossiges barockes schlossartiges und U-förmiges Fachwerkhaus von 1744 mit Walmdach und achteckigem Dachreiter mit einem Glockenhelm auf dem Mittelflügel sowie hohem Sockel auf den Grundmauern (Ziegel und Findlinge) des 1740 abgebrannten und abgebrochenen Schlosses der Grafen von Neubruchhausen. 1980/81 wurde das Gebäude grundlegend saniert.[2]
- Graft: Der breite ehemalige Burggraben der ehemaligen Gräftenburg umgibt fast vollständig das Amtshaus und den kleinen Park
- Brücke, auch Hochzeitsbrücke genannt, über den ehemaligen Burggraben, seit 2019 wegen Schimmelbefall gesperrt und 2021/22 rekonstruiert
- Baumbestand eines kleinen Parks
- Sonnenstein: 0,8 mal 0,8 m große rote Granitplatte mit dargestellten zwölf konzentrischen Kreise, evtl. als frühgeschichtliches, bronzezeitliches Objekt[3]